# Guadalia vissali
Guadalia vissali är en stekelart som beskrevs av Wiebes 1967. Guadalia vissali ingår i släktet Guadalia och familjen fikonsteklar. Inga underarter finns listade i Catalogue of Life.